# Elecciones parlamentarias de Chile de 1924

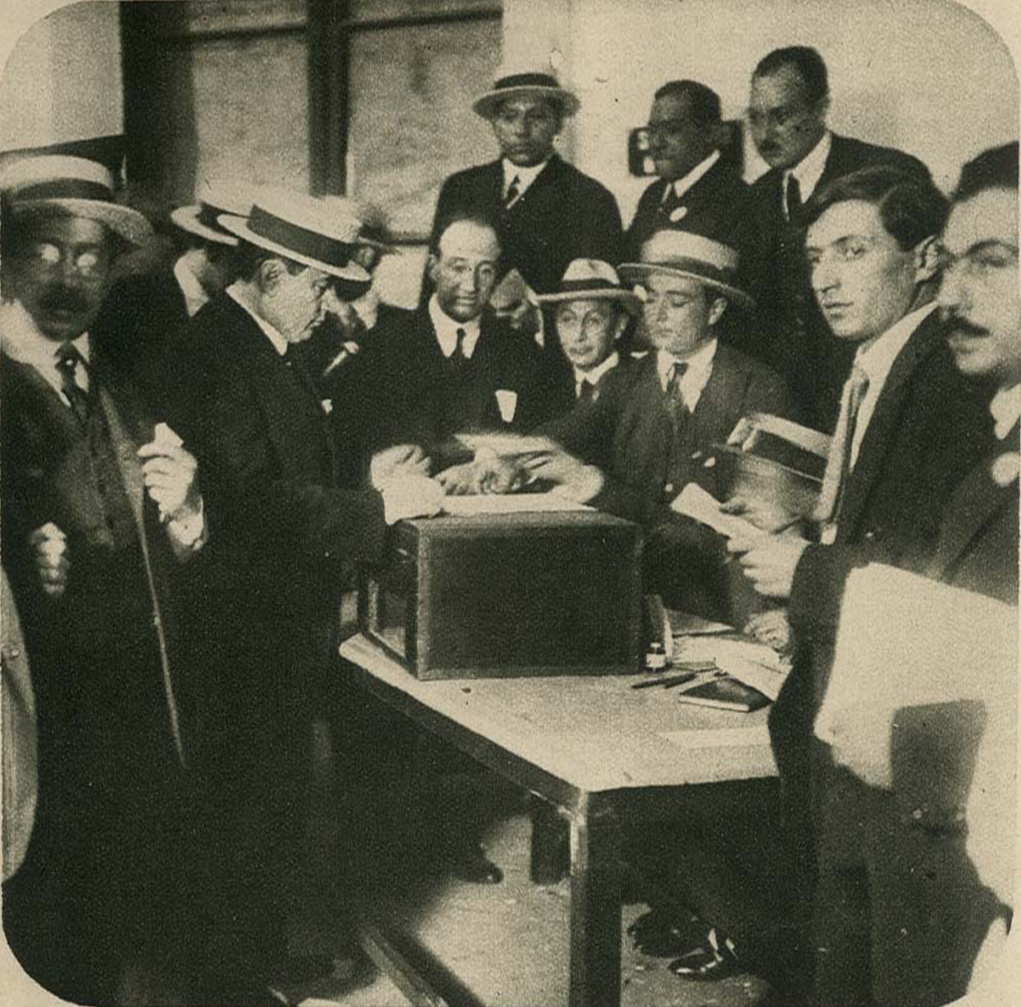
Elecciones parlamentarias de 1924.

En las Elecciones parlamentarias de 1924, correspondientes al período 1924-1927, se eligieron 118 diputados y se renovaron 13 senadores, donde la Alianza Liberal logró mantener su hegemonía, sin embargo, las luchas por el poder no vendrán directamente de la oposición conservadora, sino del descontento ejército que terminarán con el poderío del parlamentarismo y el equilibrio constitucional, durante la administración de Arturo Alessandri Palma.
A pesar del gran interés que causaron estas elecciones, por el sentido social que estaba adoptando la política, el ausentismo a las urnas fue uno de los más elevados, llegando al 30% de inscritos que no asistieron, mientras que la anulación de votos y los votos blancos mantuvo su bajo promedio alrededor del 1%. Por otro lado, se aprecian estrategias de intervencionismo electoral, pues Alessandri empleó al ejército para ejercer influencia en el resultado de las elecciones en algunas zonas.
En esta cita electoral fue la Alianza Liberal la gran vencedora con 75 diputados y 7 senadores, en contra de las fuerzas conservadoras de la Unión Nacional (43 diputados y 6 senadores), coalición que promedió un 37% de los sufragios. El Movimiento de Izquierda Chilena, que aglutinaba a los obreros y socialistas, no tuvo representación parlamentaria.

## Contexto político
En 1919 se envió el proyecto de ley conservador sobre legislación laboral al Senado. Enfrascados en un enfrentamiento político infructuoso, la Unión Nacional y la Alianza Liberal no pudieron alcanzar acuerdos mínimos. Alessandri, que ascendió a la presidencia al año siguiente, estaba determinado a lograr la aprobación de una legislación laboral, una de sus promesas de campaña. Aceleró los trabajos de la comisión mixta para lograr acuerdos con respecto a la legislación laboral, perfeccionando el proyecto conservador, pues contaban con mayoría en el Senado. En 1923 se envió para su aprobación un proyecto deslucido, que evidenciaba la profunda crisis de un viciado sistema parlamentario. La razón más obvia de que las reformas sociales no se realizaran era finalmente el conflicto de larga data entre la élite aristocrático-católica y la clase media, la cual se aproximaba al día de su juicio final.
En las elecciones parlamentarias de 1924, la Alianza Liberal tuvo un triunfo aplastante, y el dominio indisputado del gobierno. Alessandri solicitó reformas radicales para acabar con el parlamentarismo. No obstante, el triste espectáculo que se vivía en el Congreso, donde el asunto de principal importancia que se discutía era la dieta parlamentaria, obligó al ejército chileno a apoderarse del Congreso con ciertas demandas fundamentales, las cuales incluían la promulgación de toda la legislación del trabajo que se encontraba pendiente en el Congreso en 1924.

## Fraude electoral
El año 1924, uno de los tipos de fraude más comunes, y, por ende, más temido, era la llamada inscripción múltiple, que significaba que un votante se podía inscribir múltiples veces, valga la redundancia, en el padrón electoral. Esto corrompía los sufragios debido a que la gente podía votar más de una vez, incluso por más de un candidato, y además podía vender su voto más de una vez también, lo cual no hacía más que potenciar el cohecho. 
Un caso de fraude electoral que se dio este año y fue muy comentado fue la situación que se vivió en Los Sauces. Allí, el presidente de la Junta Inscriptora era opositor al gobierno del presidente Arturo Alessandri Palma, por lo cual, aprovechándose de su cargo, decidió evitar que su oposición, es decir, los votantes de la Alianza Liberal, pudieran inscribirse en el padrón. Para lograr su objetivo, se organizaba con sus adherentes, entre ellos la policía local, para que entre todos abarrotaran el local de votación antes que comenzaran los sufragios, y así evitar el voto de su competencia. La medida que fue tomada ante esta situación, fue que el Intendente de la zona designó a cuerpos de Carabineros armados para que escoltarán a grupos de votantes, con el fin de que así pudieran votar sin inconveniente alguno.
Este suceso fue uno de los detonantes que dieron fe de lo corrompido que estaba a estas alturas el sistema electoral del país, y causó, junto a otros sucesos, que la reforma del padrón se convirtiera en uno de los objetivos principales de la Junta Militar que derrocara a Arturo Alessandri en septiembre de 1924.

## Elección de laCámara de Diputados

### Resultados
| #                           | Pacto o partido                 | Sigla        | Votos        | %?      | Dip.?  | %?      | ± %?    | ± D.? |
| --------------------------- | ------------------------------- | ------------ | ------------ | ------- | ------ | ------- | ------- | ----- |
| 1                           | Alianza Liberal                 |              |              |         | 75     | 63,56 % |         | +7    |
|                             | Partido Radical                 | PR           | 58 690       | 28,55 % | 40     | 36,44%  | 8,20 %  | +8    |
| Partido Liberal             | PL                              | 58 099       | 28,26 %      | 21      | 17,8 % | 9,33 %  | -3      |       |
| Partido Demócrata           | PD                              | 18 309       | 8,90 %       | 11      | 9,32 % | 0,87 %  | -1      |       |
| 2                           | Unión Nacional                  |              |              |         | 43     | 36,44 % |         | -5    |
|                             | Partido Conservador             | PCon         | 33 899       | 16.49 % | 25     | 21,19 % |         | -1    |
| Partido Liberal Democrático | PLD                             | léase nota 1 | léase nota 1 | 9       | 7,63 % |         | +1      |       |
| Partido Nacional            | PN                              | 6400         | 3,11 %       | 6       | 5,08 % | 0,39 %  | +2      |       |
| 3                           | Movimiento de Izquierda Chilena | MICh         | 1212         | 0,49 %  | 0      | 0 %     | -1,67 % | -2    |

### Listado de diputados 1924-1927
| Departamentos              | N°  | Diputado                        | Partido |
| -------------------------- | --- | ------------------------------- | ------- |
| Tarapacá Pisagua           | 1   | Carlos Briones Luco             | PR      |
| Tarapacá Pisagua           | 2   | Marco Antonio de La Cuadra      | PR      |
| Tarapacá Pisagua           | 3   | Pablo Ramírez Rodríguez         | PR      |
| Tarapacá Pisagua           | 4   | Carlos Villarroel Mora          | PLD     |
| Antofagasta                | 5   | Luis Fuenzalida                 | PLD     |
| Antofagasta                | 6   | Luis Latrille Parra             | PR      |
| Tocopilla Taltal           | 7   | Arturo Hiparco Lois Fraga       | PR      |
| Tocopilla Taltal           | 8   | Anaclicio López Parra           | PD      |
| Chañaral Copiapó Freirina  | 9   | Nicolás Marambio Montt          | PR      |
| Chañaral Copiapó Freirina  | 10  | Rafael Torrealba Campusano      | PR      |
| Chañaral Copiapó Freirina  | 11  | José Vásquez Rodríguez          | PR      |
| La Serena Elqui Coquimbo   | 12  | Rodolfo Michels Cabero          | PR      |
| La Serena Elqui Coquimbo   | 13  | José Avilés Avilés              | PR      |
| La Serena Elqui Coquimbo   | 14  | Oscar Urzúa Jaramillo           | PLD     |
| Ovalle Combarbalá Illapel  | 15  | Enrique Orozimbo Barbosa Baeza  | PLD     |
| Ovalle Combarbalá Illapel  | 16  | Ramón Luis Ossa Videla          | PLD     |
| Ovalle Combarbalá Illapel  | 17  | Gustavo Silva Campos            | PR      |
| Ovalle Combarbalá Illapel  | 18  | Joaquín Yrarrázaval Larraín     | PCon    |
| Petorca La Ligua           | 19  | Juan Andrés Guerra Toledo       | PN      |
| Petorca La Ligua           | 20  | Héctor Claro Salas              | PL      |
| San Felipe Los Andes       | 21  | Ismael Undurraga Echazarreta    | PR      |
| San Felipe Los Andes       | 22  | Tito Vespasiano Lisoni MacClure | PLD     |
| San Felipe Los Andes       | 23  | Maximiano Errázuriz Valdés      | PCon    |
| Valparaíso Casablanca      | 24  | Manuel Muñoz Cornejo            | PCon    |
| Valparaíso Casablanca      | 25  | Luis Arturo Valencia Courbis    | PCon    |
| Valparaíso Casablanca      | 26  | Abraham Leckie Allen            | PD      |
| Valparaíso Casablanca      | 27  | Manuel Merino Esquivel          | PL      |
| Valparaíso Casablanca      | 28  | Eduardo Devés Casanueva         | PN      |
| Valparaíso Casablanca      | 29  | Luis González Canales           | PR      |
| Valparaíso Casablanca      | 30  | Ricardo Cornejo                 | PR      |
| Quillota Limache           | 31  | Pedro León Ugalde Naranjo       | PR      |
| Quillota Limache           | 32  | Carlos Aldunate Errázuriz       | PCon    |
| Quillota Limache           | 33  | Alberto Vial Infante            | PL      |
| Santiago                   | 34  | Fernando Varas Contreras        | PCon    |
| Santiago                   | 35  | Elías Errázuriz Larraín         | PCon    |
| Santiago                   | 36  | Rafael Luis Gumucio Vergara     | PCon    |
| Santiago                   | 37  | Ramón Herrera Lira              | PCon    |
| Santiago                   | 38  | Emilio Tizzoni Lucciano         | PCon    |
| Santiago                   | 39  | Juan Pradenas Muñoz             | PD      |
| Santiago                   | 40  | Vicente Adrián Villalobos       | PD      |
| Santiago                   | 41  | Ismael Edwards Matte            | PL      |
| Santiago                   | 42  | Ernesto Barros Jarpa            | PL      |
| Santiago                   | 43  | Absalón Valencia Zavala         | PLD     |
| Santiago                   | 44  | Santiago Labarca Labarca        | PR      |
| Santiago                   | 45  | Darío Zalazar Jáuregui          | PR      |
| Santiago                   | 46  | Rosamel Gutiérrez Aguilera      | PR      |
| Melipilla La Victoria      | 47  | Diego Francisco Bulnes Correa   | PL      |
| Melipilla La Victoria      | 48  | Ricardo Cox Méndez              | PCon    |
| Melipilla La Victoria      | 49  | Manuel Cruzat Vicuña            | PCon    |
| Melipilla La Victoria      | 50  | Fernando Jaramillo Valderrama   | PL      |
| Rancagua Cachapoal Maipo   | 51  | Jorge Astaburuaga Lyon          | PLD     |
| Rancagua Cachapoal Maipo   | 52  | Germán Ignacio Riesco Errázuriz | PL      |
| Rancagua Cachapoal Maipo   | 53  | Eduardo Yrarrázaval Concha      | PCon    |
| Caupolicán                 | 54  | José Exequiel González Cortés   | PCon    |
| Caupolicán                 | 55  | Santiago Pérez Peña             | PL      |
| Caupolicán                 | 56  | Joaquín Tagle Ruiz              | PCon    |
| San Fernando               | 57  | Máximo Valdés Fontecilla        | PL      |
| San Fernando               | 58  | Eduardo Errázuriz Larraín       | PCon    |
| San Fernando               | 59  | Bernardo Larraín Cotapos        | PCon    |
| Curicó                     | 60  | Arturo Olavarría Bravo          | PL      |
| Curicó                     | 61  | Luis Alberto Undurraga          | PCon    |
| Santa Cruz Vichuquén       | 62  | Octavio Mujica Valenzuela       | PL      |
| Santa Cruz Vichuquén       | 63  | Francisco Vidal Garcés          | PCon    |
| Talca                      | 64  | Matías Silva Sepúlveda          | PL      |
| Talca                      | 65  | Guillermo Holman Landerberger   | PR      |
| Talca                      | 66  | Ernesto Cruz Concha             | PCon    |
| Curepto Lontué             | 67  | Luis Ambrosio Concha Rodríguez  | PR      |
| Curepto Lontué             | 68  | Álvaro Santa María Cerveró      | PLD     |
| Linares                    | 69  | Francisco Valdés Cuadra         | PL      |
| Linares                    | 70  | Luis Rozas Ariztía              | PCon    |
| Parral Loncomilla          | 71  | Domingo Antonio Solar           | PLD     |
| Parral Loncomilla          | 72  | José Alejandro Rosselot Frías   | PR      |
| Constitución Cauquenes     | 73  | Alejandro Herquíñigo Gómez      | PLD     |
| Constitución Cauquenes     | 74  | Julio González Verdugo          | PN      |
| Constitución Cauquenes     | 75  | Enrique Rodríguez Mac Iver      | PR      |
| Maule Itata                | 76  | Jorge Maira Castellón           | PR      |
| Maule Itata                | 77  | Carlos León Palma               | PL      |
| San Carlos                 | 78  | Héctor Boccardo Benvenuto       | PR      |
| San Carlos                 | 79  | Vicente Palacios Baeza          | PLD     |
| Chillán                    | 80  | Roberto Pouchoucq Etchepare     | PR      |
| Chillán                    | 81  | Alejandro Greek Cross           | PL      |
| Bulnes Yungay              | 82  | Javier María Silva              | PR      |
| Bulnes Yungay              | 83  | Luis Navarro Ocampo             | PCon    |
| Coelemu Talcahuano         | 84  | Alberto Binyons Maldonado       | PR      |
| Coelemu Talcahuano         | 85  | Luis Gaspar Mora Sotomayor      | PD      |
| Rere Puchacay              | 86  | Pedro María Rivas Vicuña        | PR      |
| Rere Puchacay              | 87  | Roberto Gómez Pérez             | PR      |
| Rere Puchacay              | 88  | Alberto Collao                  | PLD     |
| Concepción                 | 89  | Francisco Jorquera Fuhrmann     | PR      |
| Concepción                 | 90  | Julio Velasco González          | PD      |
| Concepción                 | 91  | Marcos Serrano Menchaca         | PL      |
| Arauco Lebu Cañete         | 92  | Juan Antonio Ríos Morales       | PR      |
| Arauco Lebu Cañete         | 93  | Armando Hernández               | PR      |
| Arauco Lebu Cañete         | 94  | Juan Vargas Márquez             | PD      |
| La Laja Nacimiento Mulchén | 95  | Pedro Oñate                     | PD      |
| La Laja Nacimiento Mulchén | 96  | José Maza Fernández             | PLD     |
| La Laja Nacimiento Mulchén | 97  | Julio René De La Jara Zúñiga    | PLD     |
| La Laja Nacimiento Mulchén | 98  | Manuel Serrano Arrieta          | PR      |
| Angol Traiguén             | 99  | Oscar Chanks Camus              | PD      |
| Angol Traiguén             | 100 | Eulogio Rojas Mery              | PR      |
| Mariluán Collipulli        | 101 | Juan Araya Ascón                | PD      |
| Mariluán Collipulli        | 102 | Hernán Figueroa Anguita         | PR      |
| Temuco Imperial Llaima     | 103 | Carlos Ruiz Bahamonde           | PR      |
| Temuco Imperial Llaima     | 104 | Guillermo Feliú Hurtado         | PR      |
| Temuco Imperial Llaima     | 105 | Pedro Marín Alemany             | PCon    |
| Temuco Imperial Llaima     | 106 | Francisco Melivilú Henríquez    | PD      |
| Valdivia La Unión          | 107 | Augusto Espejo Pando            | PL      |
| Valdivia La Unión          | 108 | Jorge Grob Westermeyer          | PL      |
| Valdivia La Unión          | 109 | Pedro Duhalde Vásquez           | PR      |
| Valdivia La Unión          | 110 | Alejandro Salinas               | PLD     |
| Osorno                     | 111 | Agustín Correa Bravo            | PLD     |
| Osorno                     | 112 | Arturo Montecinos Rozas         | PR      |
| Carelmapu Llanquihue       | 113 | Luis Gutiérrez Alliende         | PCon    |
| Carelmapu Llanquihue       | 114 | Alfredo Duhalde Vásquez         | PR      |
| Ancud                      | 115 | Jorge Urzúa Urzúa               | PR      |
| Ancud                      | 116 | Carlos Rubio Domínguez          | PLD     |
| Quinchao Castro            | 117 | Juan Rafael Del Canto Medán     | PLD     |
| Quinchao Castro            | 118 | Lautaro Benham Gatés-Jones      | PR      |

#### Presidentes de la Cámara de Diputados
| Inicio             | Término                  | Presidente | Presidente                 | Partido | Partido |
| ------------------ | ------------------------ | ---------- | -------------------------- | ------- | ------- |
| 15 de mayo de 1924 | 9 de junio de 1924       |            | Enrique Rodríguez Mac Iver |         | PR      |
| 9 de junio de 1924 | 12 de septiembre de 1924 |            | Gustavo Silva Campo        |         | PR      |

## Elección delSenado

### Listado de senadores 1924-1927
El Senado de 1924 se compuso de 32 senadores, 13 de los cuales fueron renovados en esta oportunidad. Los otros 19 mantuvieron su escaño desde la elección anterior, realizada en 1921 para el período (1921-1927). Aquellos senadores marcados en celdas oscuras corresponden a los electos para este período legislativo (1924-1930).
| Provincias  | N° | Senador                             | Partido |
| ----------- | -- | ----------------------------------- | ------- |
| Tarapacá    | 1  | Ramón Briones Luco                  | PR      |
| Antofagasta | 2  | Héctor Arancibia Laso               | PR      |
| Atacama     | 3  | Abraham Gatica Silva                | PR      |
| Coquimbo    | 4  | Alfredo Escobar Campaña             | PR      |
| Coquimbo    | 5  | Carlos Lanas Calderón               | PN      |
| Aconcagua   | 6  | Luis Claro Solar                    | PL      |
| Aconcagua   | 7  | Luis Salas Romo                     | PR      |
| Valparaíso  | 8  | Luis Garnham Moreno                 | PL      |
| Valparaíso  | 9  | Arturo Lyon Peña                    | PCon    |
| Santiago    | 10 | Víctor Celis Maturana               | PR      |
| Santiago    | 11 | Pedro Fajardo Ulloa                 | PD      |
| Santiago    | 12 | Roberto Sánchez García de la Huerta | PLD     |
| Santiago    | 13 | Guillermo Bañados Honorato          | PD      |
| Santiago    | 14 | Francisco Huneeus Gana              | PCon    |
| Cachapoal   | 15 | Juan Enrique Concha Subercaseaux    | PCon    |
| Cachapoal   | 16 | Joaquín Echenique Gandarillas       | PCon    |
| Colchagua   | 17 | Eduardo Opazo Letelier              | PL      |
| Colchagua   | 18 | Eduardo Covarrubias Valdés          | PCon    |
| Curicó      | 19 | Pedro Opazo Letelier                | PL      |
| Talca       | 20 | Romualdo Silva Cortés               | PN      |
| Linares     | 21 | Alfredo Barros Errázuriz            | PCon    |
| Maule       | 22 | Pedro Correa Ovalle                 | PCon    |
| Ñuble       | 23 | Gerardo Smitmans Rothamel           | PL      |
| Concepción  | 24 | Pedro Aguirre Cerda                 | PR      |
| Concepción  | 25 | Enrique Zañartu Prieto              | PLD     |
| Biobío      | 26 | Cornelio Saavedra Montt             | PN      |
| Arauco      | 27 | Juan Serrano Squella                | PL      |
| Malleco     | 28 | Gonzalo Bulnes Pinto                | PL      |
| Cautín      | 29 | Samuel González Julio               | PL      |
| Valdivia    | 30 | Eliodoro Yáñez Ponce de León        | PLD     |
| Llanquihue  | 31 | Julio Buschman Von Desauer          | PR      |
| Chiloé      | 32 | Pedro del Real Daza                 | PR      |

#### Presidentes del Senado
| Inicio             | Término                  | Presidente | Presidente                   | Partido |
| ------------------ | ------------------------ | ---------- | ---------------------------- | ------- |
| 15 de mayo de 1924 | 12 de septiembre de 1924 |            | Eliodoro Yáñez Ponce de León | PLI     |

## Suspensión del Período Constitucional
Las condiciones sociales del país eran precarias. El establecimiento de un Comité Militar había afectado a los civilistas y los militares además habían visto mermados sus ingresos por la crisis financiera que protegía más a las clases obreras. 
El gobierno del Presidente Arturo Alessandri Palma había llevado a cabo una serie de reformas que no agradó a las fuerzas armadas, las que dirigidas por el Ministro de Interior, Luis Altamirano Talavera, ingresaron al Congreso Nacional el 11 de septiembre de 1924 y tomaron el poder. 
El presidente Alessandri se exilió en Argentina, mientras los parlamentarios se retiraban de las salas del Parlamento. Este hecho marca el fin del período conocido como Parlamentarismo. 
El 12 de septiembre se suspende las funciones del Congreso por decreto de la Junta de Gobierno y las libertades quedan anuladas, se suspende la constitución y comienza una dictadura, la cual concluirá con el llamado de retorno a Arturo Alessandri, quien regresó en marzo de 1925 a regresar la institucionalidad al país, dictando una nueva ley magna.